# Беспорядки в Балтиморе (2015)
Беспорядки или волнения в Балтиморе — демонстрации и беспорядки, начавшиеся 25 апреля 2015 года, в городе Балтимор в американском штате Мэриленд. Причиной стала смерть 26-летнего чернокожего американца Фредди Грея, который скончался от травм, полученных после ареста полицией. Протесты вначале носили мирный характер, однако после похорон Фредди Грея начались столкновения с полицией. Для наведения порядка в Балтимор были направлены подразделения Национальной гвардии США.

## Хронология событий

### 25 апреля
Протесты начинаются 25 апреля в пригороде Балтимора. Манифестанты проходят маршем от Baltimore City Hall до Inner Harbor. После окончания начинаются столкновения с полицией, в ходе которых были повреждены минимум пять полицейских автомобилей, ранены 3 полицейских и арестованы 34 протестующих.

### 27 апреля
Похороны Фредди Грея. В церемонии принимает участие целый ряд политических деятелей. После похорон группа молодых людей начинает забрасывать камнями и обломками кирпичей полицейских. Полицейские отвечают протестующим тем же. Позже были уничтожены два патрульных автомобиля и ранены 15 полицейских.

### 28 апреля
Утром в город начинают прибывать силы Национальной гвардии. В утреннем отчёте мэр Балтимора сообщает о том, что ночью были подожжены 144 автомобиля и 19 строений, а также были арестованы свыше 200 человек. Вечером вновь начинаются столкновения между полицией и протестующими, забрасывающими полицейских бутылками. На улицах города появляется военная техника. Введён комендантский час.

### 29 апреля
Расширение географии протестов. В Нью-Йорке протестующие блокируют движение в ключевых точках города. Было арестовано около 100 человек. Во время разгона демонстраций в Денвере полиция применила перцовый газ, после того как митингующие сбили полицейского с мотоцикла и начали его избивать. Манифестации проходят также в Бостоне, Сиэтле, округе Колумбия, Цинциннати, Филадельфии и Миннеаполисе.

### 1 мая
Предъявлены обвинения шести полицейским, участвовавшим в задержании Фредди Грея. Водитель-полицейский обвиняется в тяжком убийстве второй степени, срок лишения свободы в случае обвинительного приговора при этом правонарушении варьируется обычно от 15 лет до пожизненного заключения.

### 3-4 мая
3 мая был отменён комендантский час. На следующий день силы Национальной гвардии были полностью выведены из города.